# Caterina Mieras
Caterina Mieras i Barceló (San Juan, Mallorca, 5 de abril de 1947) es una política española que fue diputada en el Parlamento de Cataluña desde 1999 hasta 2012. Fue Consejera de Cultura de Cataluña durante el Gobierno Maragall, entre 2003 y 2006.
Actualmente está en la directiva de la Sociedad Civil Catalana.

## Biografía
Nació en la población de San Juan, situada en la isla de Mallorca. Mieras participó en la fundación, en 1967, del Sindicato Democrático de Estudiantes de la Universidad de Barcelona, y fue suspendida del derecho de matrícula durante dos años.
Mieras ejerció como maestra de la Escuela de Magisterio de las Islas Baleares. Posteriormente, trabajó en los servicios de dermatología del Hospital Clínico y Provincial de Barcelona de 1974 a 1977 y en Hospital Universitario Valle de Hebrón de 1978 a 1991.

## Actividad política
Entre 1975 y 1979 militó en el Partido Socialista Unificado de Cataluña, y en 1980 ingresó en el PSC. Entre 1995 y 2003 fue concejala en el Ayuntamiento de Badalona, donde se ocupó áreas de Cultura, Juventud y Deportes y, durante la última legislatura, Cultura, Solidaridad y Cooperación.
En 2003 fue nombrada Consejera de Cultura de la Generalidad de Cataluña bajo la presidencia de Pasqual Maragall. En la primera remodelación del Gobierno Maragall del 20 de abril de 2006, fue sustituida como Consejera de Cultura de la Generalidad de Cataluña por Ferran Mascarell.
Durante su mandato, culminó la operación de retorno de una parte de la documentación incautada por la dictadura franquista que estaba en el Archivo General de la Guerra Civil, en Salamanca. A su vez, mantuvo una postura ambigua respecto a los bienes artísticos originarios de la Franja de Ponent depositados en el Museo de Lleida. Dio el visto bueno al regreso de las obras a Aragón, pero con una serie de condiciones que dificultaban la salida de Catalunya.